# Шумейко, Виталий Леонидович
Вита́лий Леони́дович Шуме́йко (укр. Віталій Леонідович Шумейко; род. 6 октября 1981, Кривой Рог, Днепропетровская область) — украинский и российский футболист, защитник.

## Карьера
Прежде чем перебраться в Россию, Шумейко выступал за украинские «Электрометаллург-НЗФ» (Никополь), «Сталь» (Днепродзержинск), «Олком» (Мелитополь), «Александрию». Первым российским клубом Шумейко стал «Спартак-Нальчик». За три сезона Виталий провел 22 матча за основной состав команды и 41 раза выходил на поле в составе молодёжной команды, а также принял участие в 3 кубковых поединках клуба. За время выступлений за кабардино-балкарский клуб забил 7 мячей. Летом 2009 года Шумейко перешёл в казахстанский «Атырау», в составе которого стал обладателем Кубка Казахстана. Спустя год возвратился в Россию, став игроком клуба «Волгарь-Газпром», в составе которого в сезоне 2010 вышел на поле 5 раз и забил 1 гол.
В марте 2011 года подписал контракт с клубом «Химки».

## Достижения
- Обладатель Кубка Казахстана: 2009